# رؤبة بن العجاج
رؤبه بن العَجّاج (۶۸۴–۷۶۲م) شاعر رجزخوان و مدح‌سرای عربی بود. او در بادیهٔ بصره زاده شد و بدوی‌وار تربیت یافت، سپس ساکن شهر بصره شد. رجزهایی بسیار تأثیرگذار می‌سرود که تا چند دهه شهرت در این گونهٔ شعری برجستگی داشت.